# 湖南教育出版社
湖南教育出版社成立于1982年3月，是中华人民共和国湖南省一家以出版教材教辅读物为基础，以出版中小学生课外读物为重点，注重教育理论和学术著作及各类工具书出版的专业性地方教育出版社。
建社以来，出版各级各类教材1000多种，其中高中《地理》、高中《数学》，初中《地理》、初中《数学》，小学《语文》、小学《英语》等教材经全国中小学教材审定委员会通过，并在全国20多个省市使用。重点开发出版了大量同步类和非同步类教辅。《中学生百科》杂志2004年获第三届中国期刊界最高荣誉“国家期刊奖”，《书屋》杂志2010年获首届湖湘优秀出版物奖期刊类二等奖。